# 宋良材
宋良材，宋朝政治人物。
宋良材曾于1237年接替杨瑾任华亭县知县一职，1240年由韩识接任。